# 北木石

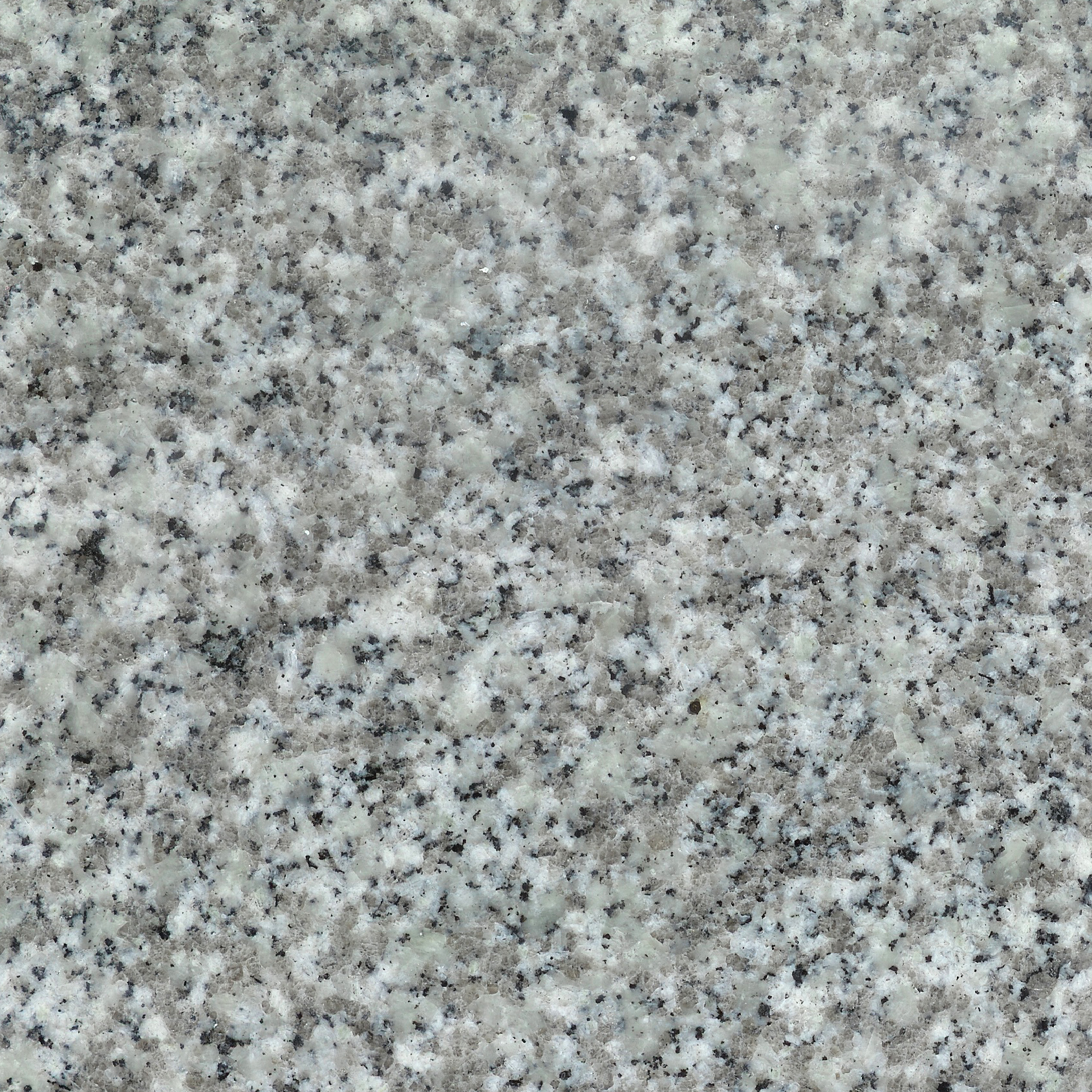
北木石の「中目」

北木石（きたぎいし）とは、岡山県笠岡諸島の北木島で産出された花崗岩の総称（銘石）。地質学者の西本昌司は、岡山県の北木石と茨城県の稲田石を「日本の近代化を支えた花崗岩の東西の横綱」としている。

## 種類

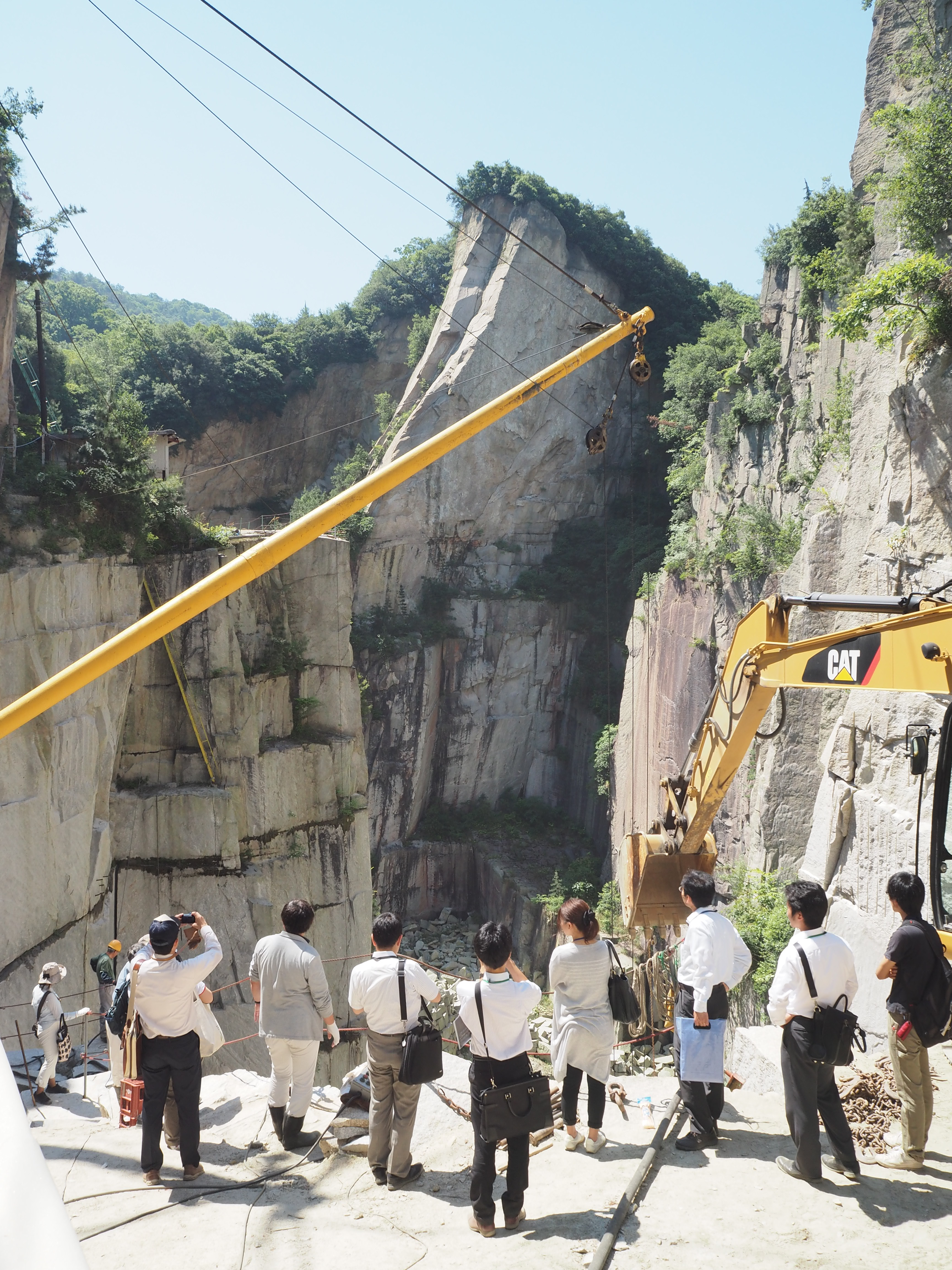
北木島の丁場

白色を主とした中粒の黒雲母花崗岩であり、「中目」、「瀬戸赤」、「瀬戸白」、「サビ石」の4種類がある。
しかし、現在も採掘を継続しているのは、「中目」と「瀬戸赤」の2石種のみ。かつては、127箇所もの採石場が北木島に存在していたが、安価な外国材や他産地の国内材にシェアを奪われ、北木島の採石業は衰退の一途を辿った。今では、「中目」1社/120社、「瀬戸」1社/7社となり、生き残った2石種をそれぞれ1社ずつが採掘継承している。その中でも、「中目」の歴史は古く、北木石材組合の初期メンバー唯一の生き残りで、採石場の歴史は100年を超える。

## 特徴
断層によって比較的に大きな固まり（北木島全体が花崗岩）として誕生したため、マグマにかかる力が平均していたのか、結晶化合体の分布状態は均一である。また、節理が発達し、石の目もよく通っているので、長さ10メートル以上の長尺材が切り出せるほか、石に「ねばり」があるため、ノミをよく受けつけ加工性が良いといった特徴がある。
昔は、細粒で硬い他産地の石材より、加工し易かったため、石工によく好まれた。やがて、加工技術の発達に伴い、細粒で色濃く硬い石の方が、吸水率は低く経年変化も少ないということで、現在では、一般墓石の主流からは外れているが、墓相においては今でも不動の地位を確立している。

## 利用

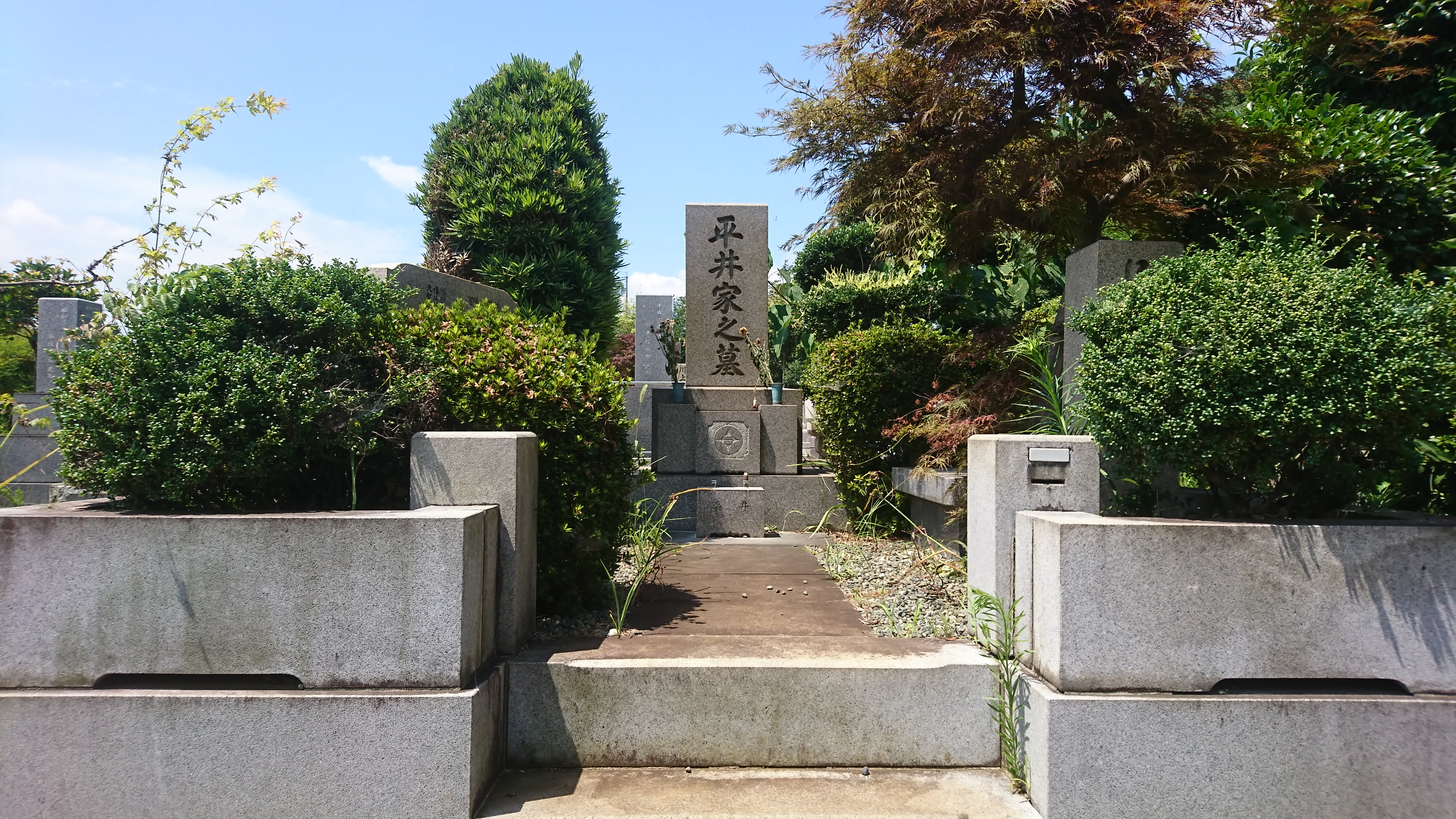
江戸川乱歩墓石

北木島の採石の歴史は古く、有名な大坂城の石垣をはじめ、靖国神社の大鳥居や、天皇陵での鳥居、日本銀行本館、皇族や貴族の邸宅などにも使われている。
昔から品質の良い大きな石が採れ、海運を利用した物流も発達していたために、国内の道路が整備される以前から販路が全国的に広がっていた。

### 墓石
また、戦前の国民的英雄である東郷平八郎や、歴代総理大臣の池田勇人、吉田茂、作家の夏目漱石、江戸川乱歩、川端康成などの墓地にも好んで使用されている。特に、京都を中心とする近畿地区や京阪神エリアにおいては、建築物以上にお墓での需要が多く、由緒あるお寺の歴代館長のお墓にも代々に渡り、北木石中目が用いられているという実績がある。最近では、和歌山県の高野山に建立されたキヤノン株式会社の社墓にも北木石中目が用いられた。
その反面、昭和中期から後期に採掘された山肌近くの荒石が、石不足のため、墓石材として全国に出回ったことで、含有鉄分のサビによる変色や風化が起こりやすく悪評をかった。全国各地の墓地や霊園で見られる、赤く変色した墓石に北木石が多いのはそのためで、酷いものはサビ止めで用いるリン酸処理の後工程が省かれた状態で建立され、異常な（化学反応した）赤みを帯びている墓石もある。

## 歴史

### 近世

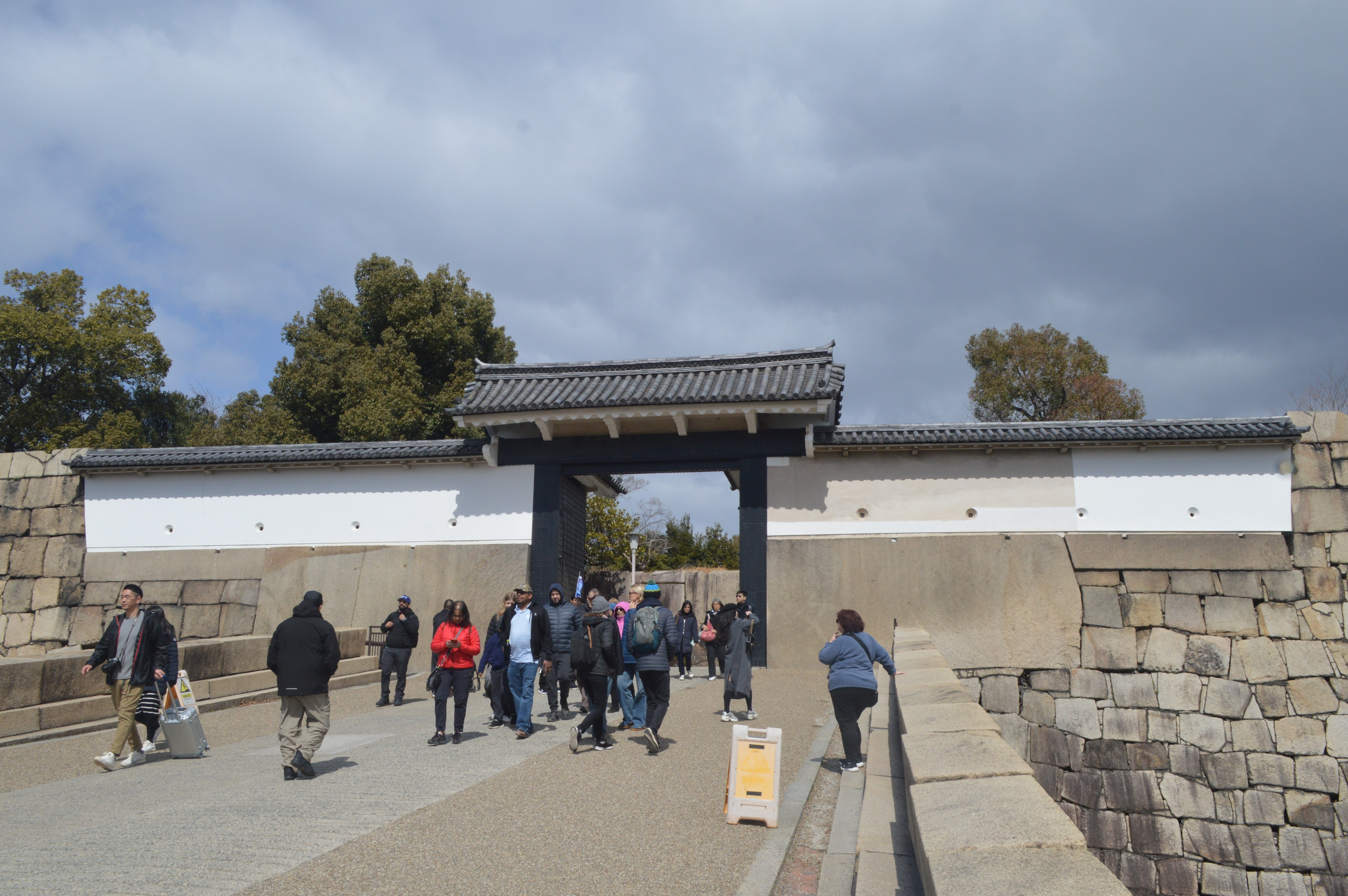
大阪城桜門

口伝によると、天正11年（1583年）に豊臣秀吉が大阪城を築城した際には北木石が用いられたという。
寛永6年（1629年）には徳川家光によって大阪城桜門が建てられ、北木島で採石された巨石が「虎石」「竜石」として用いられた。江戸時代前期に北木石が用いられた例としては、元禄年間（1688年～1704年）の出羽国（後の秋田県仙北郡協和町、現・大仙市）の墓石、元禄15年（1702年）に船舶の取り締まりや石船手形の発行について記した笠岡役所文章などが確認できる。
島内における石造物としては、天保4年（1833年）に豊浦の八幡宮鳥居、天保7年（1836年）に楠の夷子神社鳥居、弘化3年（1846年）に大浦の諏訪神社鳥居などが作られている。幕末の文久3年（1863年）には摂津国の西宮砲台が北木石を用いて建造された。慶応元年（1865年）には畑中平之丞が採石を開始し、北木石の採石が近代産業としての第一歩を歩み始めた。

### 近代

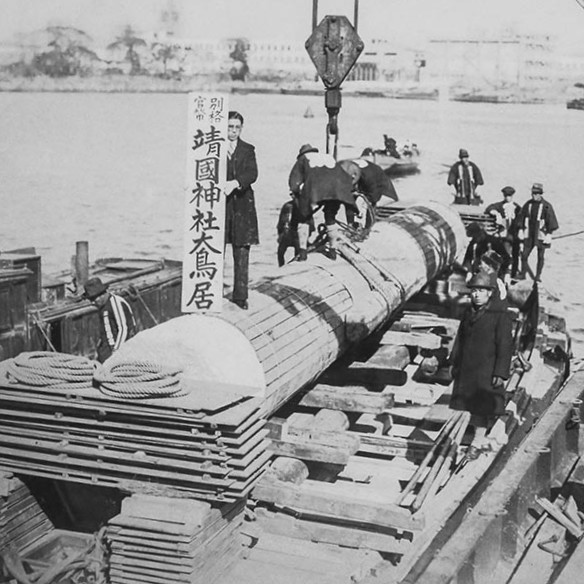
靖国神社石鳥居の運搬

明治時代において北木石が用いられた建造物としては、1879年（明治12年）の横浜正金銀行、1890年（明治23年）の日本銀行本店、1903年（明治36年）の日本銀行大阪支店、1904年（明治37年）の三井銀行京都支店、1905年（明治38年）の住友銀行船場支店、1905年（明治38年）の明治生命保険名古屋支店、1906年（明治39年）の日本銀行名古屋支店、1906年（明治39年）の日本銀行京都出張所、1910年（明治43年）の日本生命保険名古屋支店、1912年（明治45年）の日本銀行小樽支店などがある。また、1895年（明治28年）には北木島に日本で初めて石丁場組合が設立された。
大正時代から昭和初期にも多くの建造物に北木石が用いられており、1914年（大正3年）の三越日本橋本店、1920年（大正9年）の明治神宮神宮橋、1932年（昭和7年）の靖国神社石鳥居と燈籠、1934年（昭和9年）の明治生命館、1934年（昭和9年）の東郷平八郎墓石などが代表例である。靖国神社石鳥居は海路を運ばれて芝浦で上陸した後、祭礼時のように綱で引かれて九段下の神社に運ばれた。関東大震災の震度にも耐えうる条件で設計されており、基礎石と石柱を鉄筋で接合する難工事で建てられた。
1935年（昭和10年）には満州国にも北木石が運ばれ、満州における中心的な神社である新京神社大鳥居に用いられた。
北木島から積み出された史上最大の石材は、1936年（昭和11年）に兵庫県加古郡加古川町に建立された多木久米次郎の銅像の台座である。4メートル角で重量110トンもあり、2隻の帆船を筏のようにつないで運ばれた。この台座は2002年（平成14年）に多木浜洋館記念碑として登録有形文化財に登録された。

### 現代

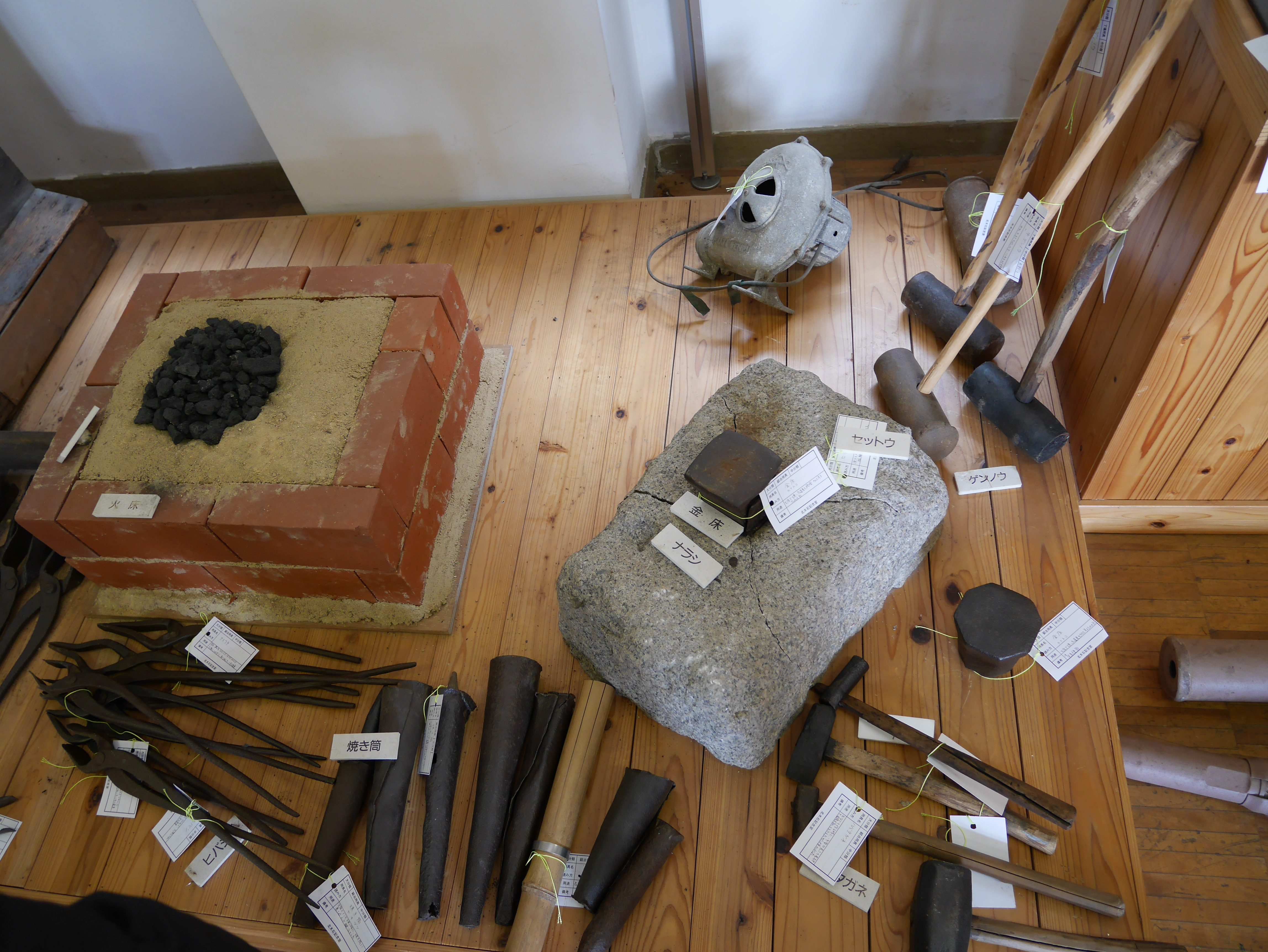
「北木石の道具類」

太平洋戦争を経て、1952年（昭和27年）には電力ケーブルが増強されて採石業の機械化が進んだ。1953年（昭和28年）には石工養成所が設立され、1962年（昭和37年）には加工場が稼働を開始した。1965年（昭和40年）には採石にジェットバーナーが導入された。戦後においては、1959年（昭和34年）には京都市の五条大橋に、1970年（昭和45年）には日本万国博覧会（大阪万博）会場に北木石が用いられた。
北木島の笠岡市立北木中学校には北木石記念室が設置されており、花崗岩の石材の見本や、かつて丁場で使用された機械・道具類が収蔵・展示されている。2014年（平成26年）、北木石の道具類が登録有形民俗文化財に登録された。
2019年（令和元年）5月20日、笠岡諸島の石文化を含む備讃諸島が「日本の礎を築いた せとうち備讃諸島」として日本遺産に認定された。「北木島の丁場」、「北木島の丁場湖」、「北木島の石工用具」、「北木島石切唄」などが日本遺産の構成文化財となっている。

## 北木石が使用された建築物・構造物

### 関東地方

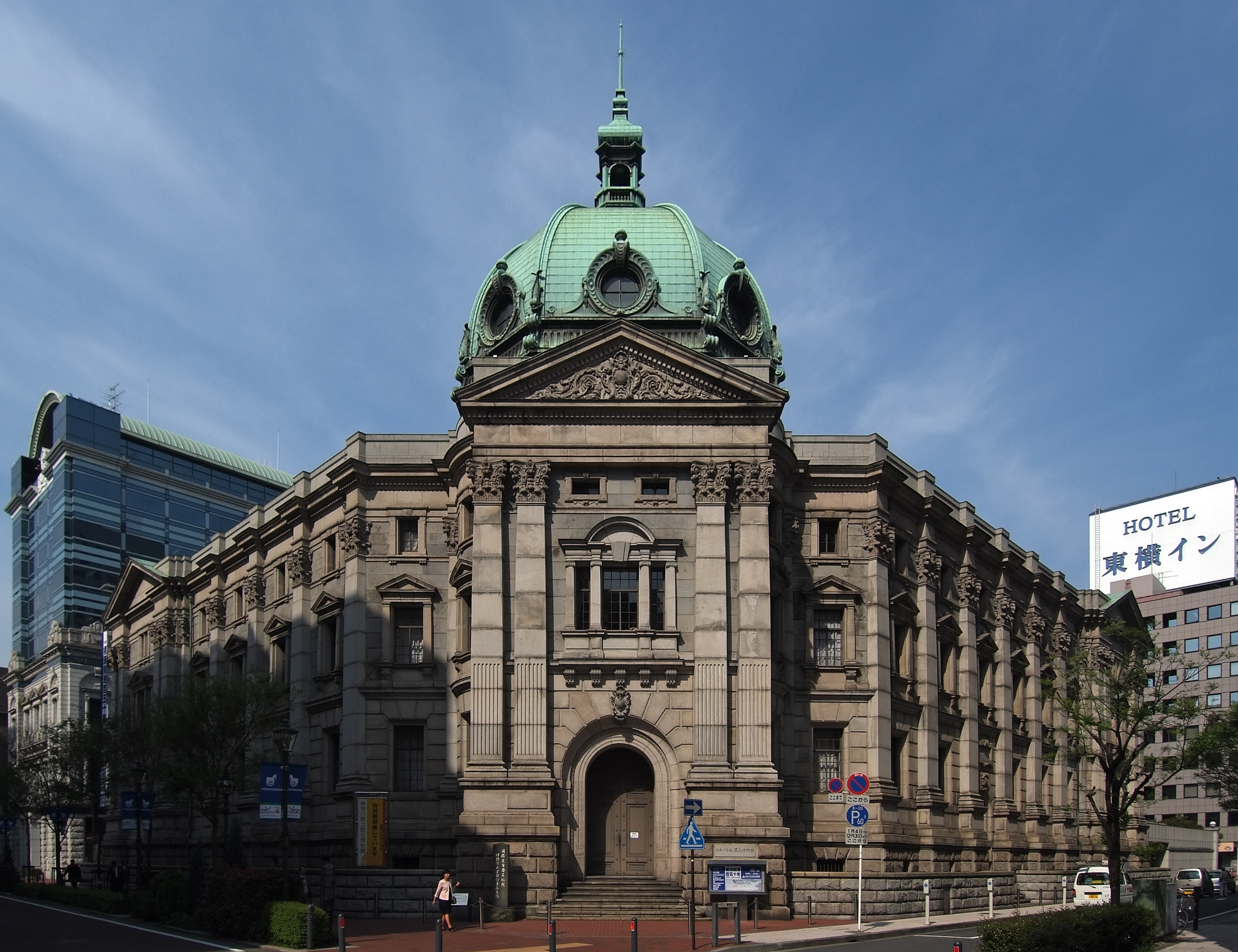
旧横浜正金銀行本店本館
- 1904年（明治37年）。神奈川県横浜市中区南仲通5-60。重要文化財。
- 旧横浜正金銀行本店本館は、1904年（明治37年）7月に竣工し、重要文化財・史跡に指定されている日本の近代建築史を語る上で欠かすことのできない重要な建築である。建物竣工時に発行された『横浜正金銀行建築要覧』という資料には、当館の外壁に茨城県産花崗岩の真壁石、岡山県産花崗岩の北木石、神奈川県産デイサイトの白丁場石の3種類の石材が使用されていたとの記述がある[7]。

日本銀行本店本館
- 1896年（明治29年）には辰野金吾の設計によって日本橋に日本銀行本店本館が竣工した。東京都中央区日本橋本石町。重要文化財。
- 石造建築として、丸柱・窓廻等の装飾石と1階石積に北木石（花崗岩）が用いられている。日本銀行本店本館は石積煉瓦造という工法を用いており、北木石の外壁の内側に煉瓦を裏積みしている[8]。

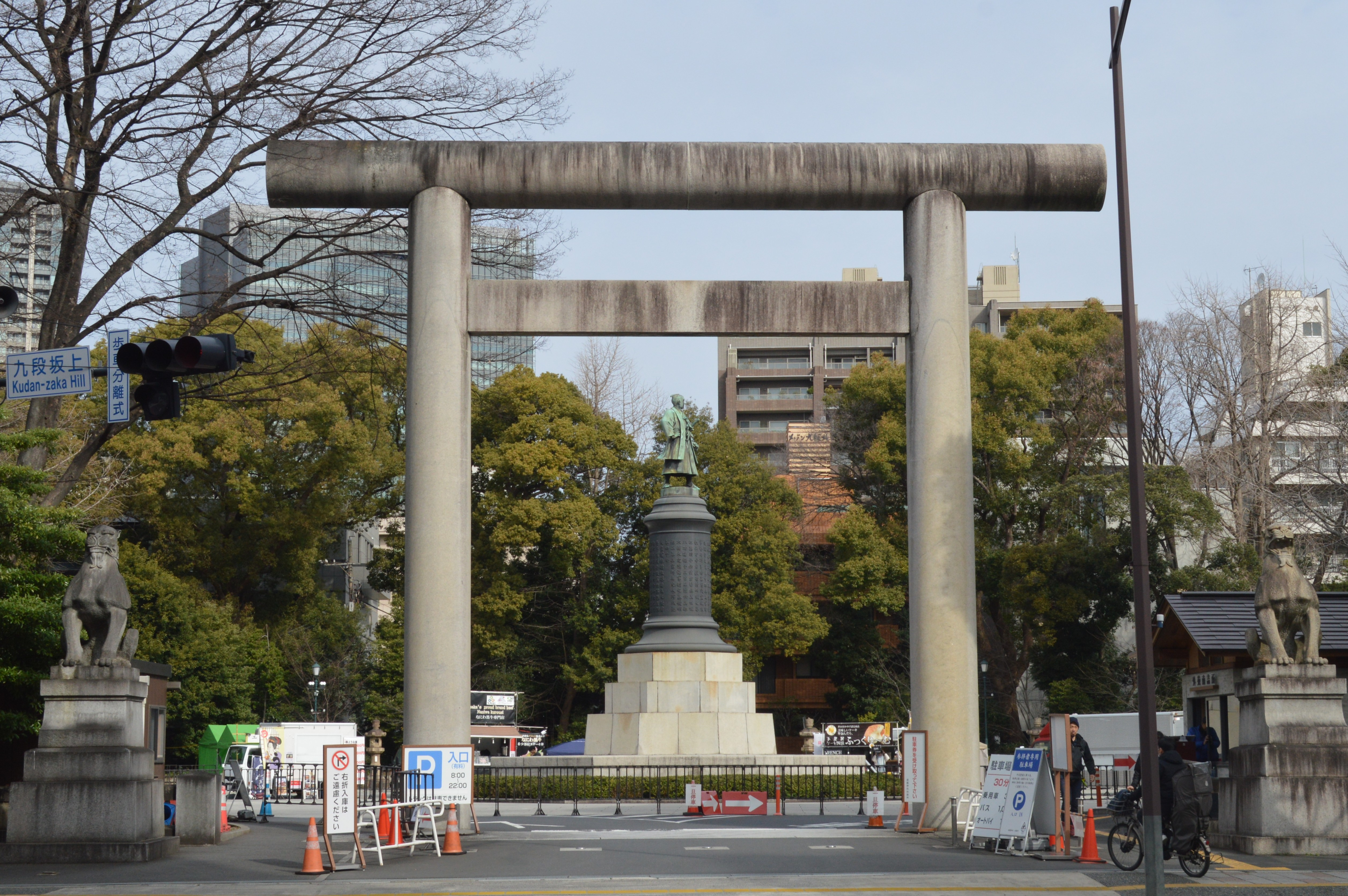
靖国神社石鳥居
- 東京都千代田区の靖国神社外苑には、境内南端部に大鳥居（第一鳥居）が、靖国通り沿いに石鳥居がある。石製鳥居としては京都の八坂神社と並んで最大級の鳥居とされる[9]。
- 1932年（昭和7年）、北木島の金風呂港から大日本帝国海軍の大砲運搬船「砲運丸」(3,700トン)で、直径1.8メートル・長さ18メートルの靖国神社鳥居用石材と大石灯籠他一式が運搬された[10]。これらの石材は北木島の山石工が切り出し、島内の彫刻石屋が島外から招いた彫刻石工たちと協力して加工された[10]。1933年（昭和8年）、片倉一族の製糸会社である片倉同族によって靖国神社に奉納された[9]。

明治神宮神宮橋
- 1920年（大正9年）。東京都渋谷区代々木。
- 1919年（大正8年）12月の小雪が舞う冬、島の男に一通の依頼書が届いた。明治神宮の造営にあたり、鶴田蓑輔に北木石を使用する旨を伝える書状であった。鶴田は急いで島の優秀な石工職人たちを集めた。そして翌1920年（大正9年）、明治神宮依頼の神宮橋の仕事を見事に完了した。その後も次々と明治神宮依頼の石材工事を受注していったことは時の記録に記されている。

東郷平八郎墓石
- 1934年（昭和9年）。東京都府中市の多磨霊園。

江戸川乱歩墓石
- 1965年（昭和40年）。東京都府中市の多磨霊園。

第一銀行本店
- 東京都中央区日本橋兜町。

銀座松坂屋
三越日本橋本店
- 1914年（大正3年）竣工。東京都中央区日本橋室町。

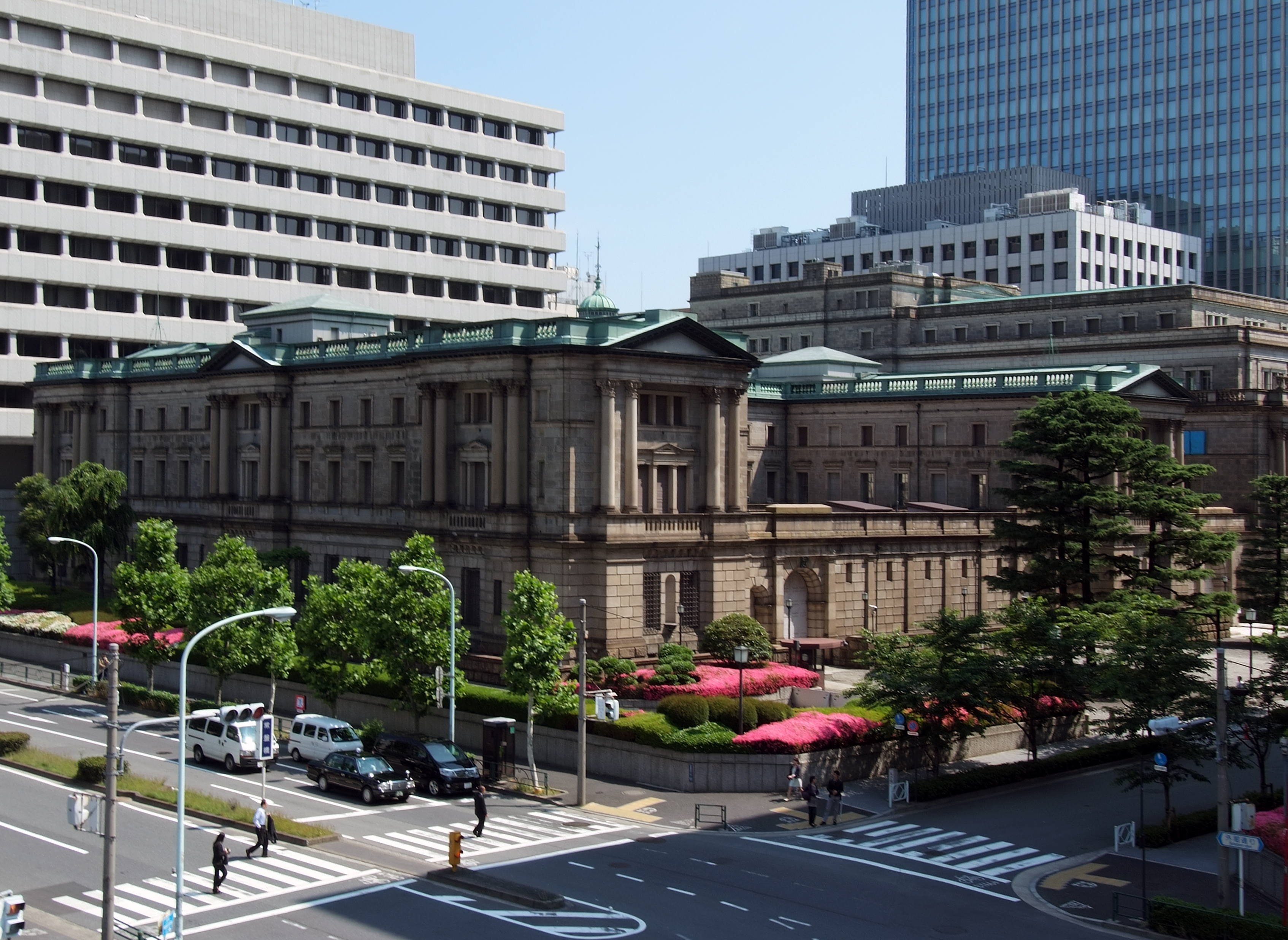
日本銀行本店
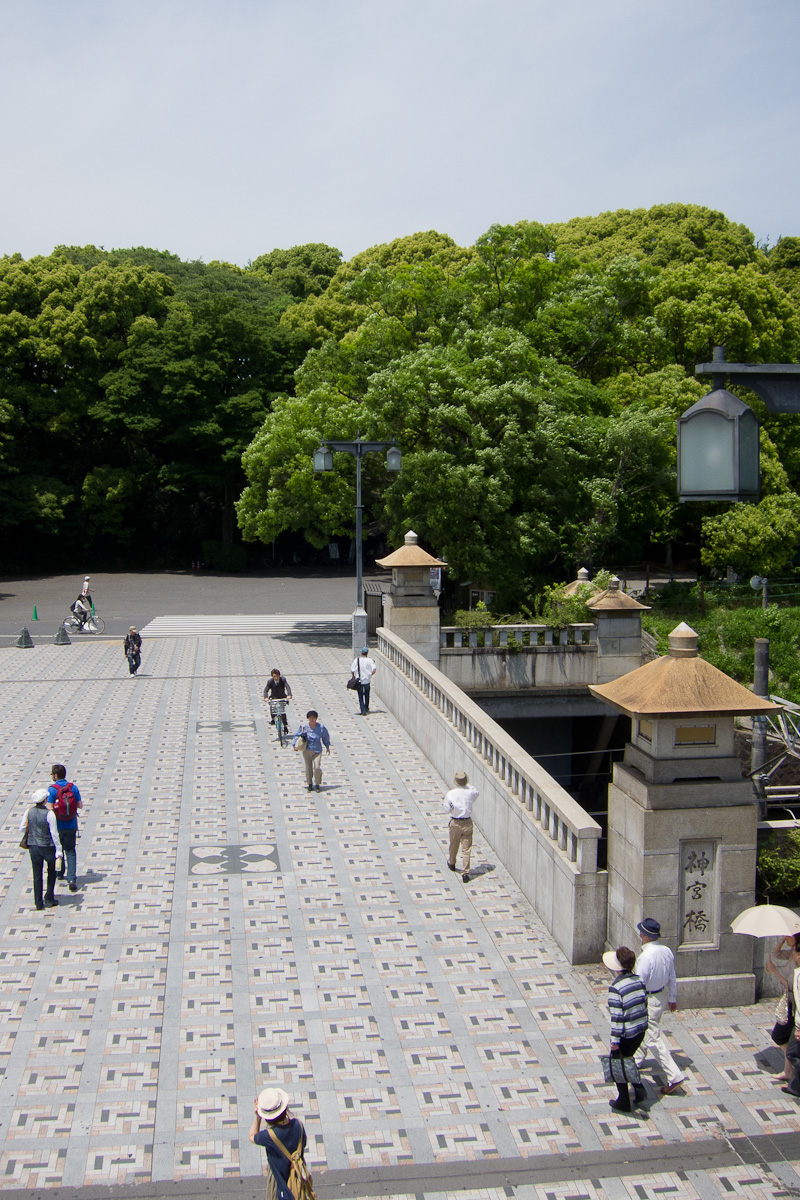
明治神宮 神宮橋
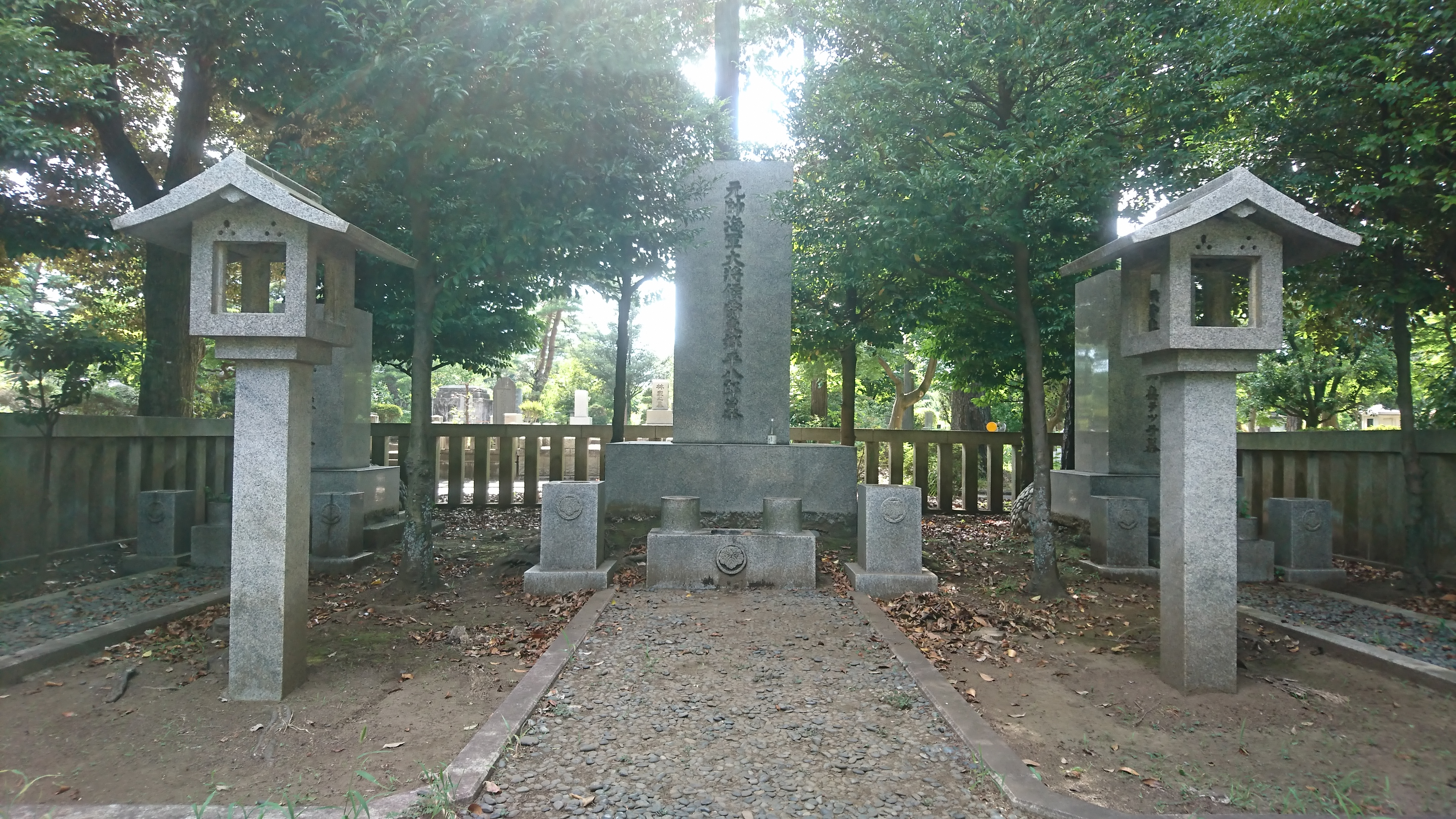
東郷平八郎墓石
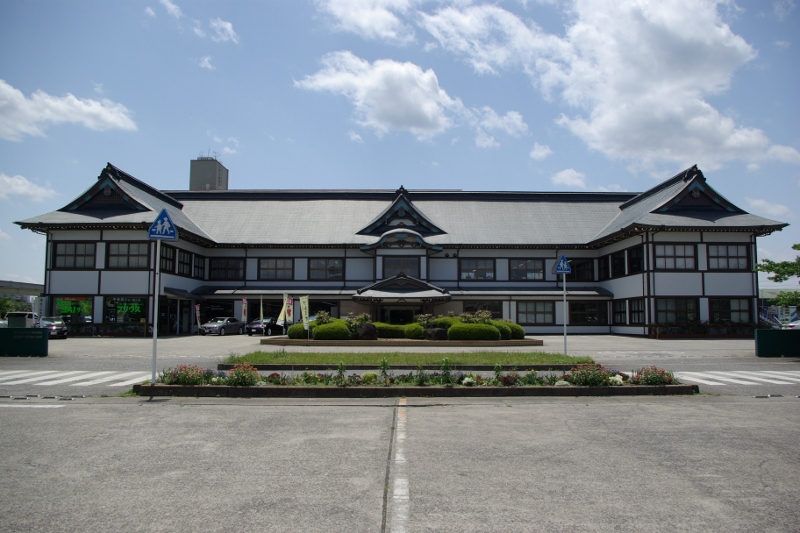
日本勧業銀行本店

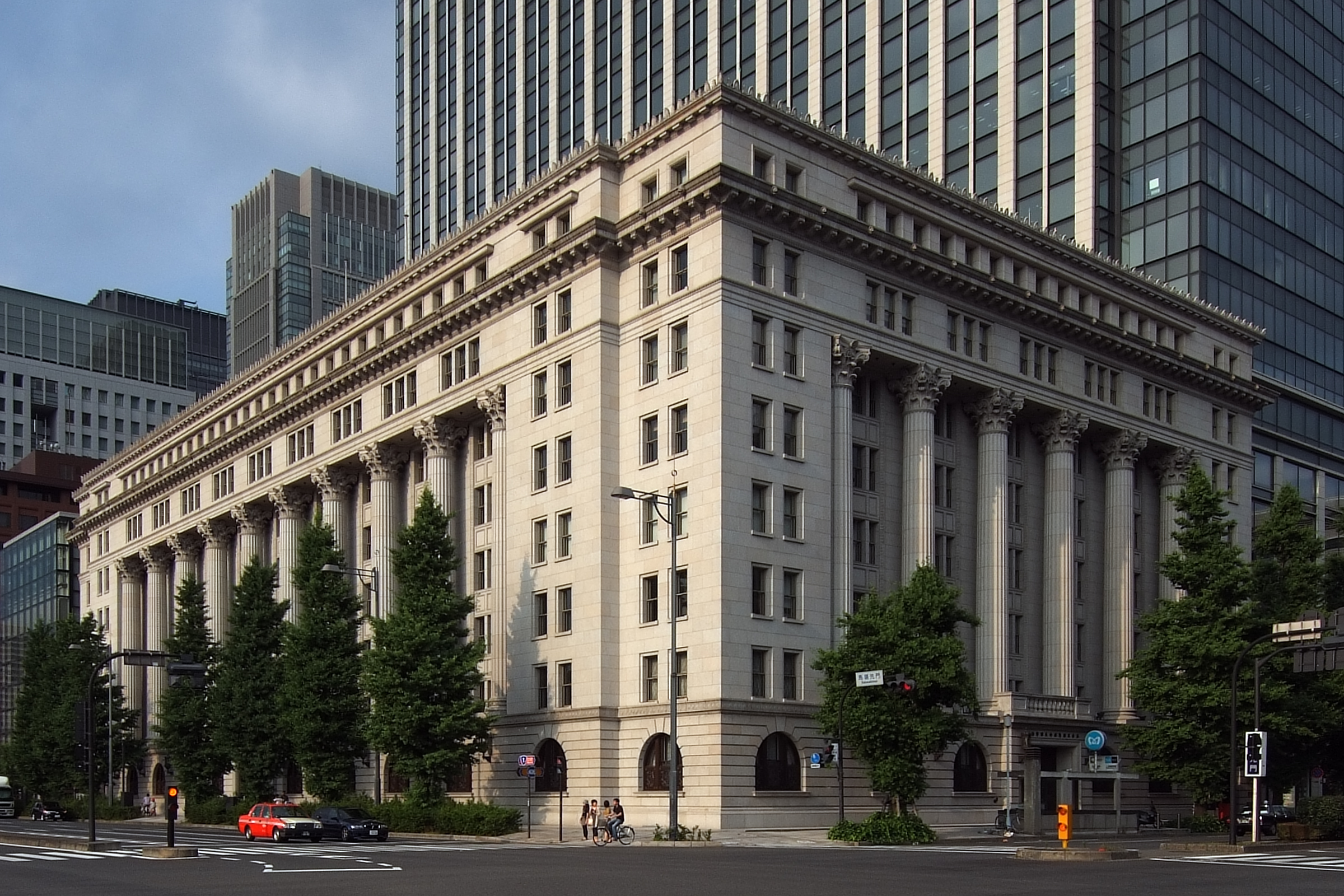
明治生命館
- 1934年（昭和9年）に建てられた重厚でモダンな建物。東京都千代田区丸の内。1997年（平成9年）に重要文化財に指定された。

旧国立競技場
- 東京都新宿区。

日本勧業銀行本店
- 1899年（明治32年）竣工。東京都千代田区。

皇居新宮殿
- 東京都千代田区。

日本橋
- 1911年（明治44年）竣工の現行橋には様々な産地の石材が用いられており、基礎部分は山口県の徳山石、側面と橋脚部分は茨城県の真壁石、アーチ部分と橋の表面は茨城県の稲田石、欄干は北木石となっている[12]。東京都中央区。

東京駅
- 1914年（大正3年）竣工。鉄骨煉瓦造の煉瓦建築として知られているが、1階の腰壁と玄関周りには北木石が用いられており、窓回りや柱頭飾りなどには稲田石が用いられている[13]。東京都千代田区。

- 日本銀行本店
- 明治神宮 神宮橋
- 東郷平八郎墓石
- 日本勧業銀行本店

### 中部地方
愛知県庁舎本庁舎
- 1938年（昭和13年）竣工。外壁下部に用いられている[14]。重要文化財。愛知県名古屋市。

三井住友銀行名古屋支店
- 1935年（昭和10年）竣工。イオニア式石柱などに用いられている[14]。愛知県名古屋市。

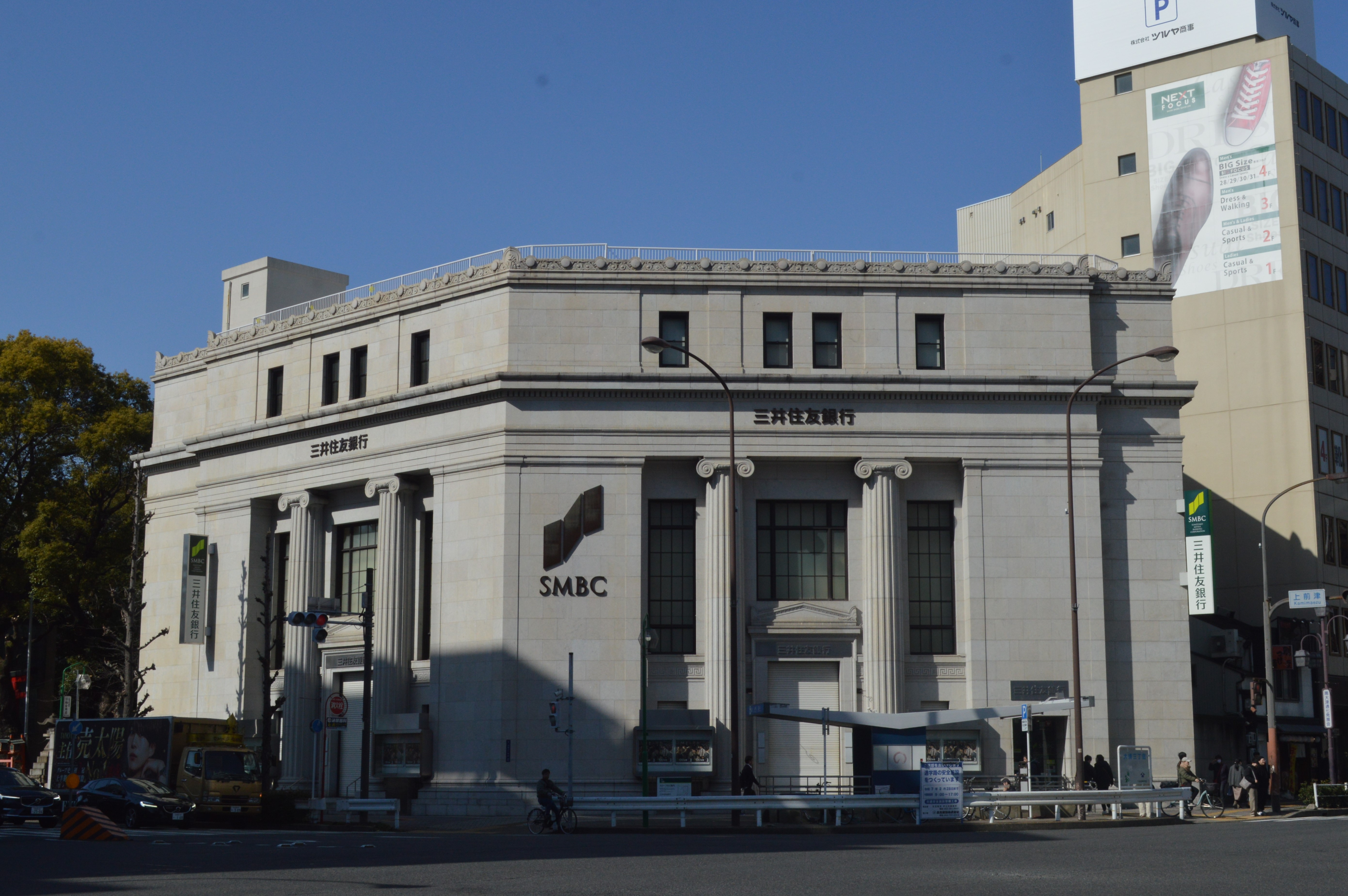
三井住友銀行上前津支店
- 1931年（昭和6年）竣工。愛知県名古屋市。

岩井橋
- 1923年（大正12年）竣工。堀川に架かる橋。親柱に用いられている[14]。土木学会選奨土木遺産。愛知県名古屋市。

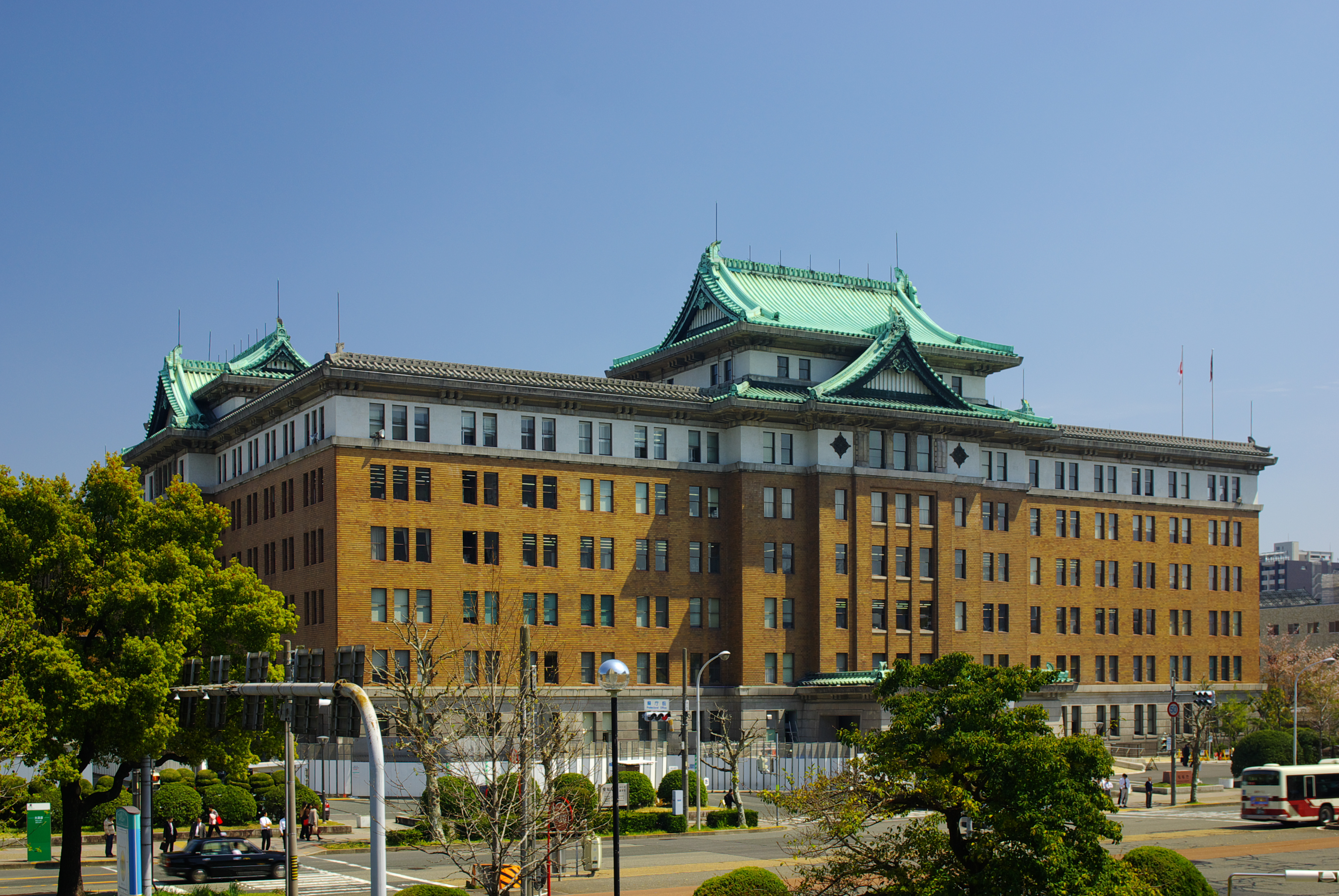
愛知県庁舎本庁舎
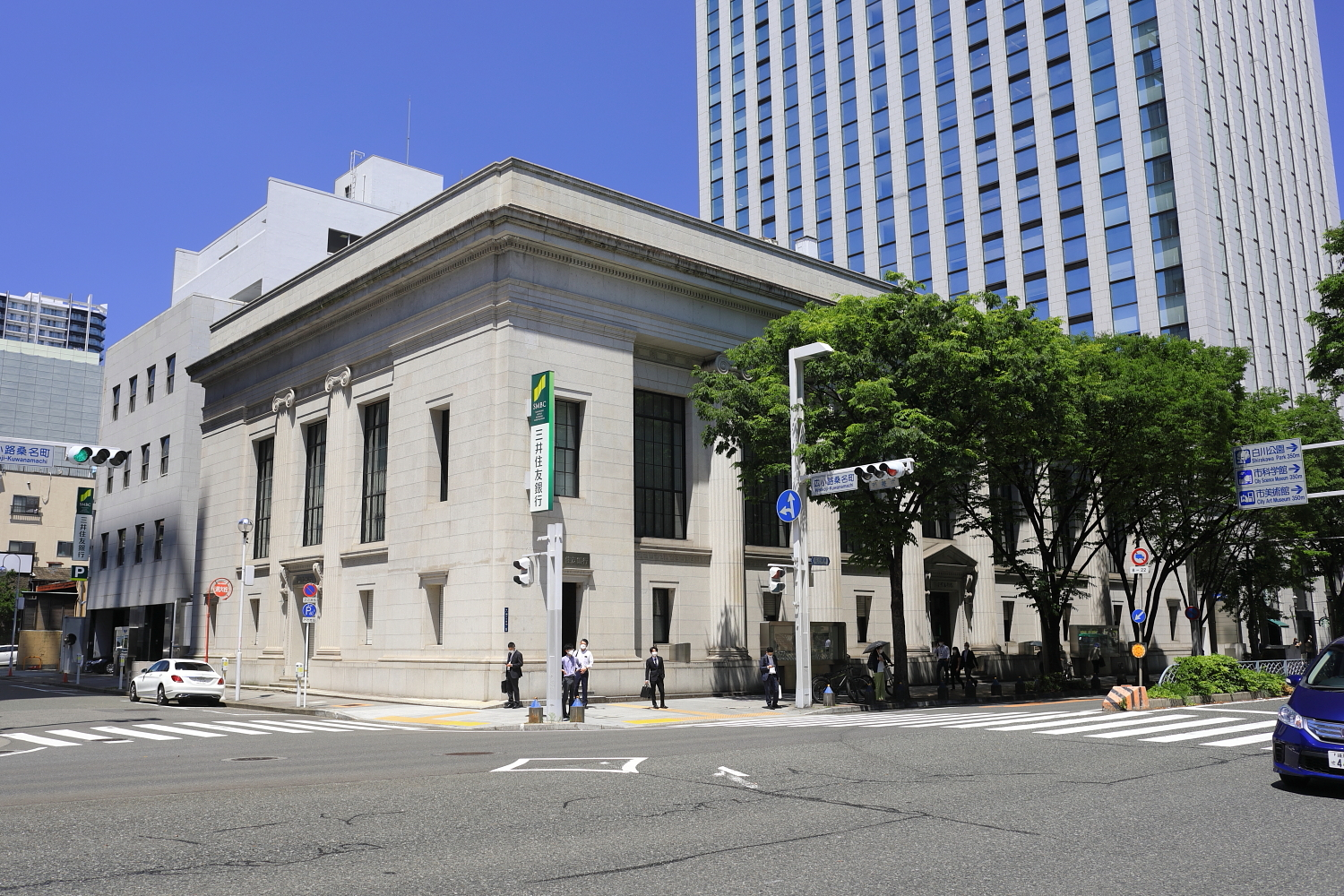
三井住友銀行名古屋支店
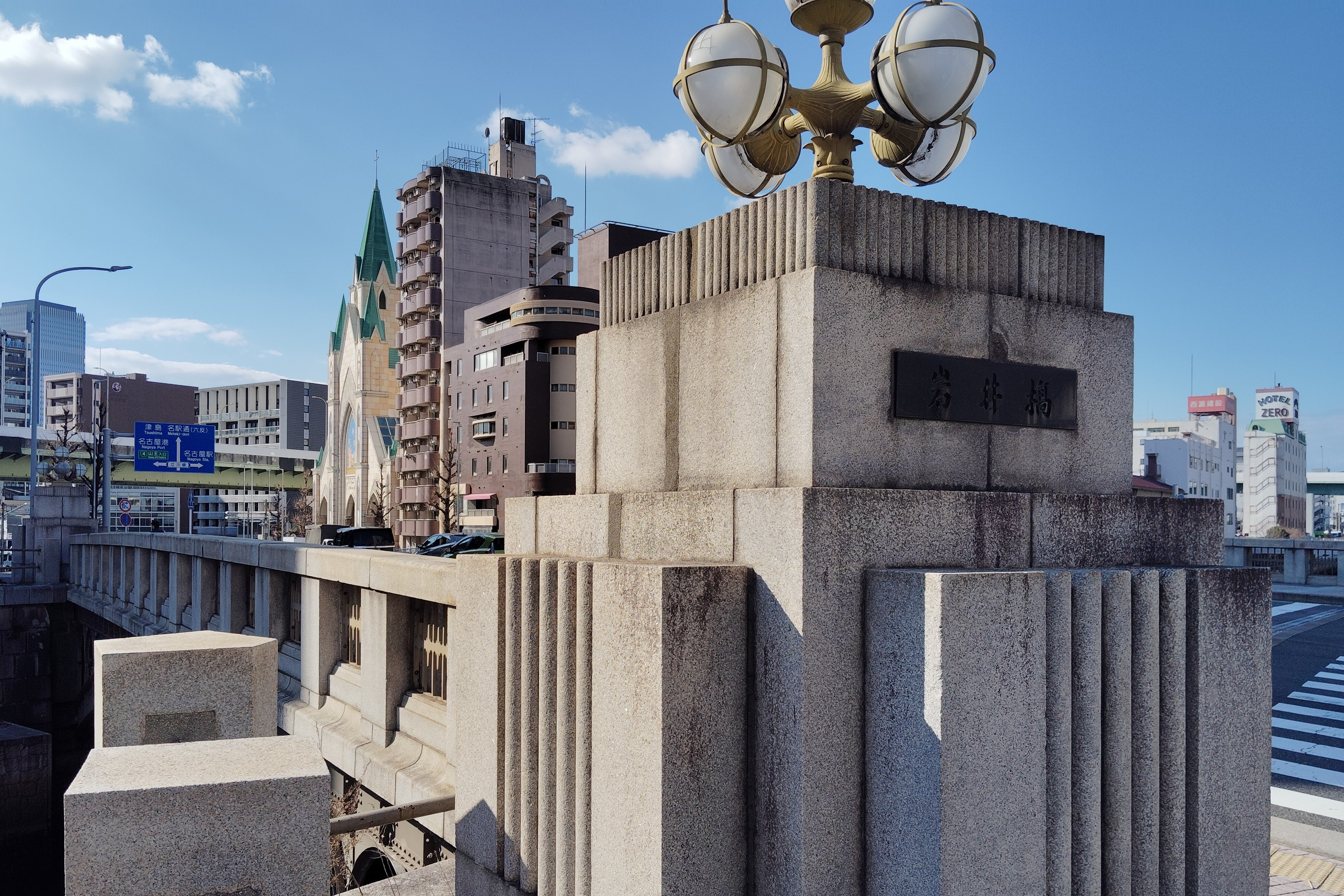
岩井橋の親柱

### 近畿地方
五条大橋の欄干

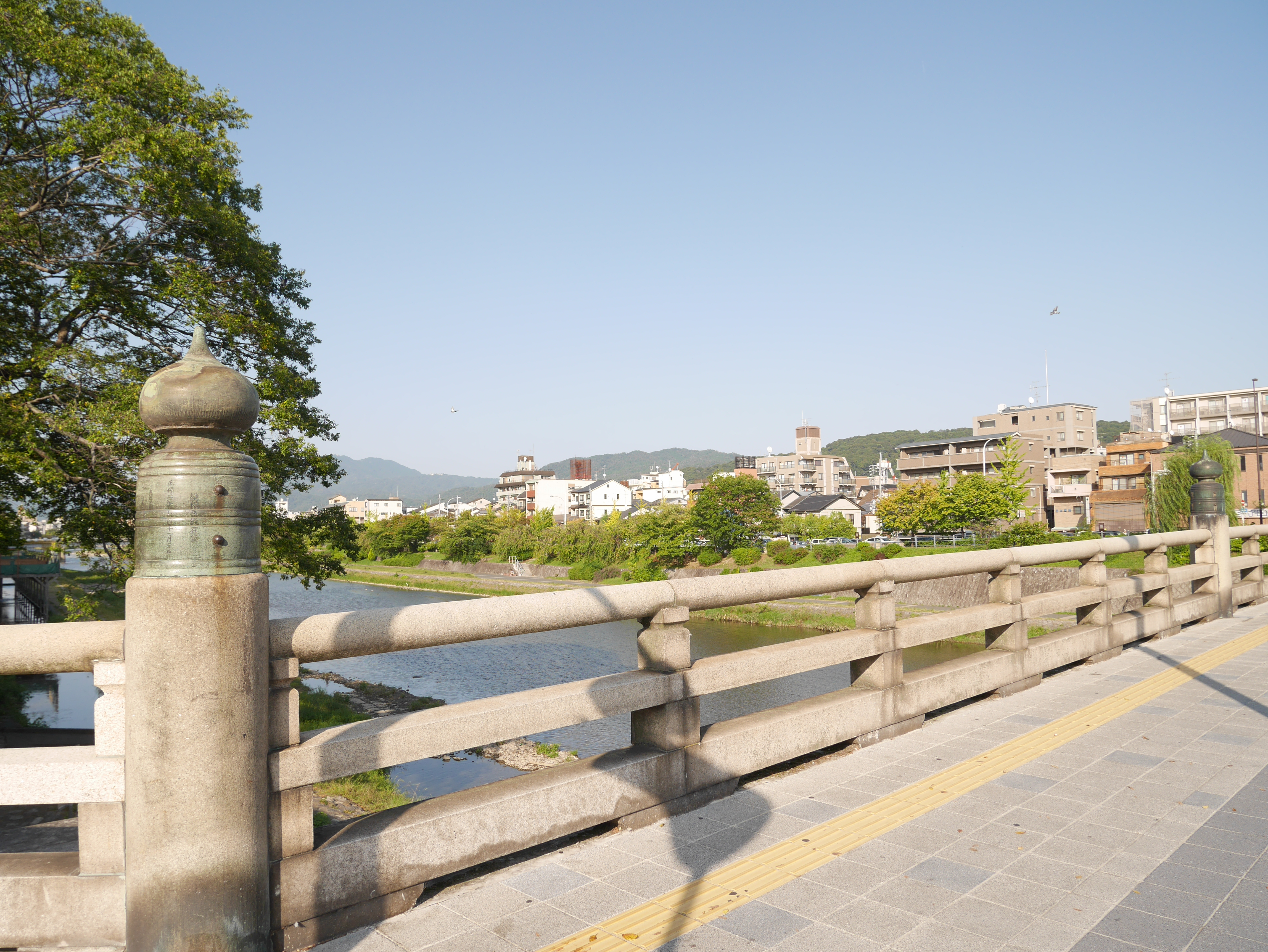
五条大橋

1959年（昭和34年）、京都府京都市にある国道1号の五条大橋が幅35メートルの鋼橋として架け替えられた。擬宝珠には正保2年（1645年）以来のものが使われて古風を保っているが、1年余りの論争の末、欄干には北木石が用いられた。
1961年（昭和36年）には社団法人京都青年会議所の寄贈によって、北木石が用いられた石像「弁慶と牛若丸」が製作された。
大谷本廟の石灯籠
京都府京都市東山区にある大谷本廟境内の石灯籠は北木石である。
建仁寺の石塔
2014年（平成26年）の栄西800年大遠忌を記念して、2013年（平成25年）11月22日には建仁寺の護持会「健和会」によって、境内の北門前と開山堂前の2か所に北木石を用いた石塔が建立された。北門前の石塔は高さ3メートルであり、小堀泰厳管長の揮毫で「建仁寺」と彫られている。開山堂前の石塔には「栄西禅師入定塔」と掘られている。
山脇東洋観臓記念碑
1976年（昭和51年）3月7日、日本医師会、日本医史学会、日本解剖学会、京都府医師会によって、京都府京都市中京区に大島石および北木石が用いられた石碑「山脇東洋観臓之地」が建立された。宝暦4年（1754年）に山脇東洋が日本で最初に観臓（人体解剖）した旧六角獄舎跡である。石碑の高さと幅はいずれも約2メートルであり、設計は守屋正、碑銘・碑文は宗田一である。
大阪城 桜門
- 寛永6年（1629年）。大阪府大阪市中央区。重要文化財。
- 右：竜石（北木島産）大阪城巨石第10位。左：虎石（北木島産）大阪城巨石第11位。
- 左右の石垣に見られるのは、「竜石」、「虎石」と称する巨石で、それぞれ城内第10位、第11位の大きさだ。石の上部には２箇所ずつ銃眼が設けられている（さらに上の土塀には丸狭間も見られる）。土橋から桜門を望むと、このふたつの巨石は左右対称に置かれ、桜門を額縁に蛸石と大阪城天守閣が絵的にバランス良く配置されていることもあって、今や大阪城を代表する景観のひとつとなっている。

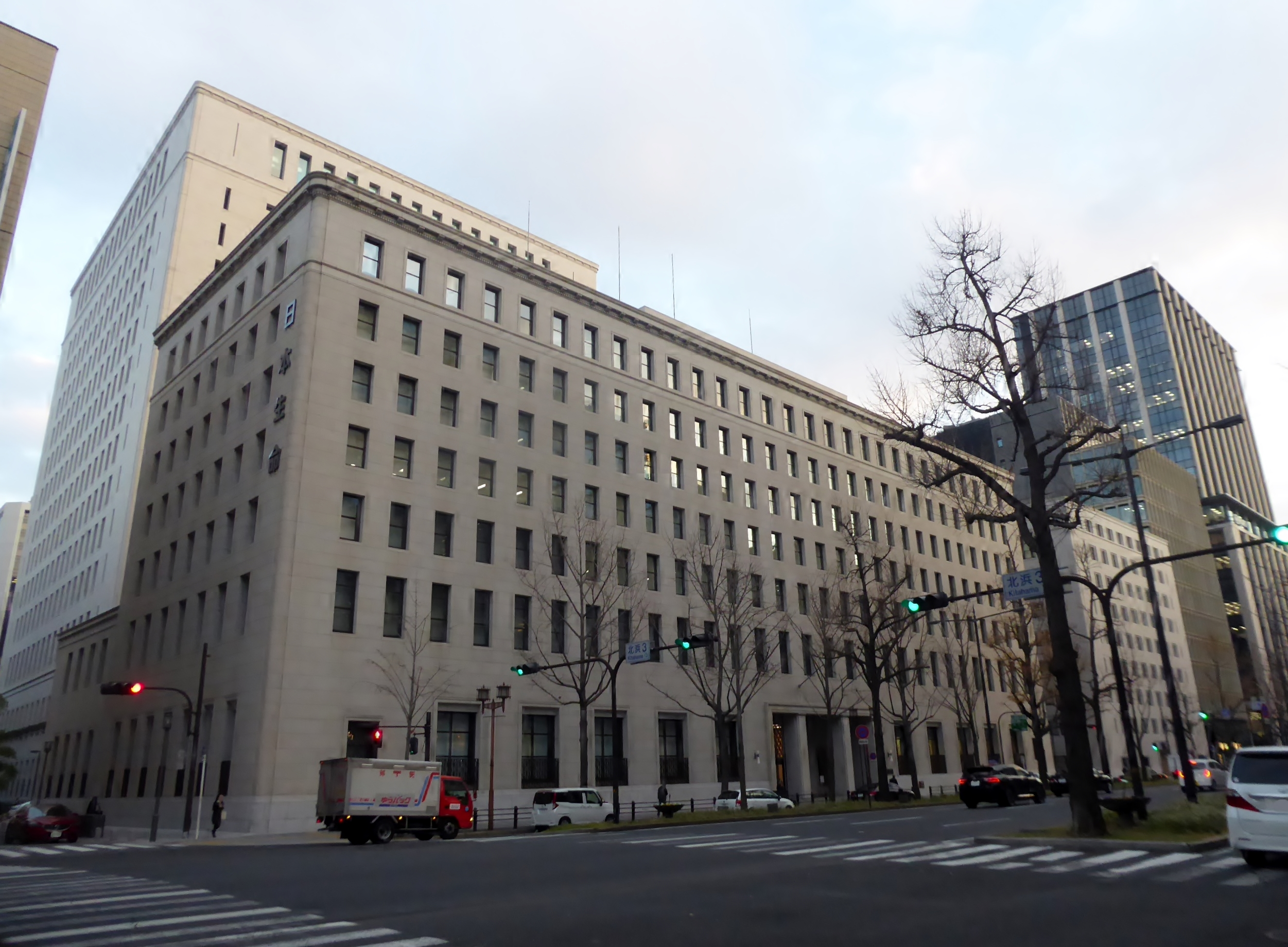
日本生命保険相互会社本社
- 赤レンガに、北木島産花崗岩の帯を持つ、心斎橋筋に正面がある辰野様式のこの建築は、八角形の塔が象徴的である。今橋四丁目の旧懐徳堂の敷地ほかを購入し、6年の工期を経て、1902年（明治35年）に竣工した。大阪府大阪市中央区今橋。

日本銀行大阪支店
- 1903年（明治36年）竣工。中之島における近代建築としては最も古いとされる[18]。外壁に用いられている[18]。大阪府大阪市北区中之島。

大阪府立中之島図書館
- 1904年（明治37年）。2階以上の外壁には北木石が、1階部分の土台には大島石が用いられている[18]。大阪府大阪市。

大阪市中央公会堂
- 1918年（大正7年）。外壁部分は赤煉瓦と北木石が組み合わされている[18]。大阪府大阪市。

伊勢神宮 参拝道の石灯篭
- 1910年（明治43年）。三重県伊勢市の御幸道路。

薬師寺西塔
- 1981年（昭和56年）。奈良県奈良市西ノ京町。

花園東陵鳥居
- 1981年（昭和56年）。京都府京都市右京区。

格式ある著名寺院歴代館長の墓
- 2005年（平成17年）。京都府京都市右京区。

関西圏大規模霊園
- 2007年（平成19年）。兵庫県。

大阪商券取引所
奈良天理教本部
- 奈良県天理市。

薬師寺金堂基壇
- 1976年（昭和51年）再建。奈良県奈良市。
- 金堂再建時に北木石が使われた。

伊勢神宮参道灯篭群
- 三重県伊勢市。

南海電鉄難波駅
- 1932年（昭和7年）竣工。外壁に用いられている[18]。大阪府大阪市。

阪急電鉄コンコース
山陽新幹線大阪駅
- 大阪府大阪市。

東海道新幹線京都駅
- 京都府京都市。

比叡山延暦寺大鳥居
- 滋賀県大津市。

日本万国博覧会会場
- 大阪府吹田市。

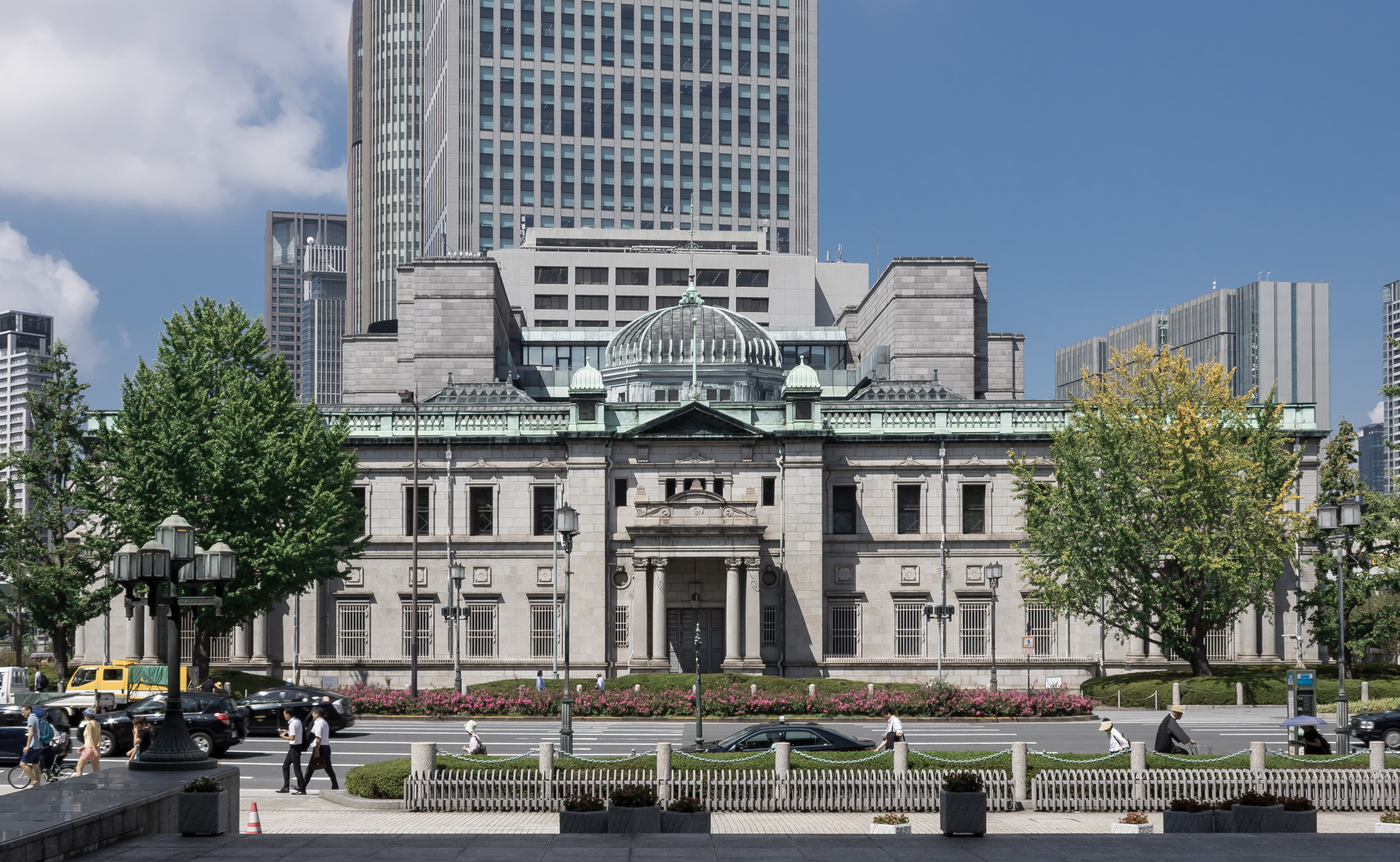
日本銀行大阪支店
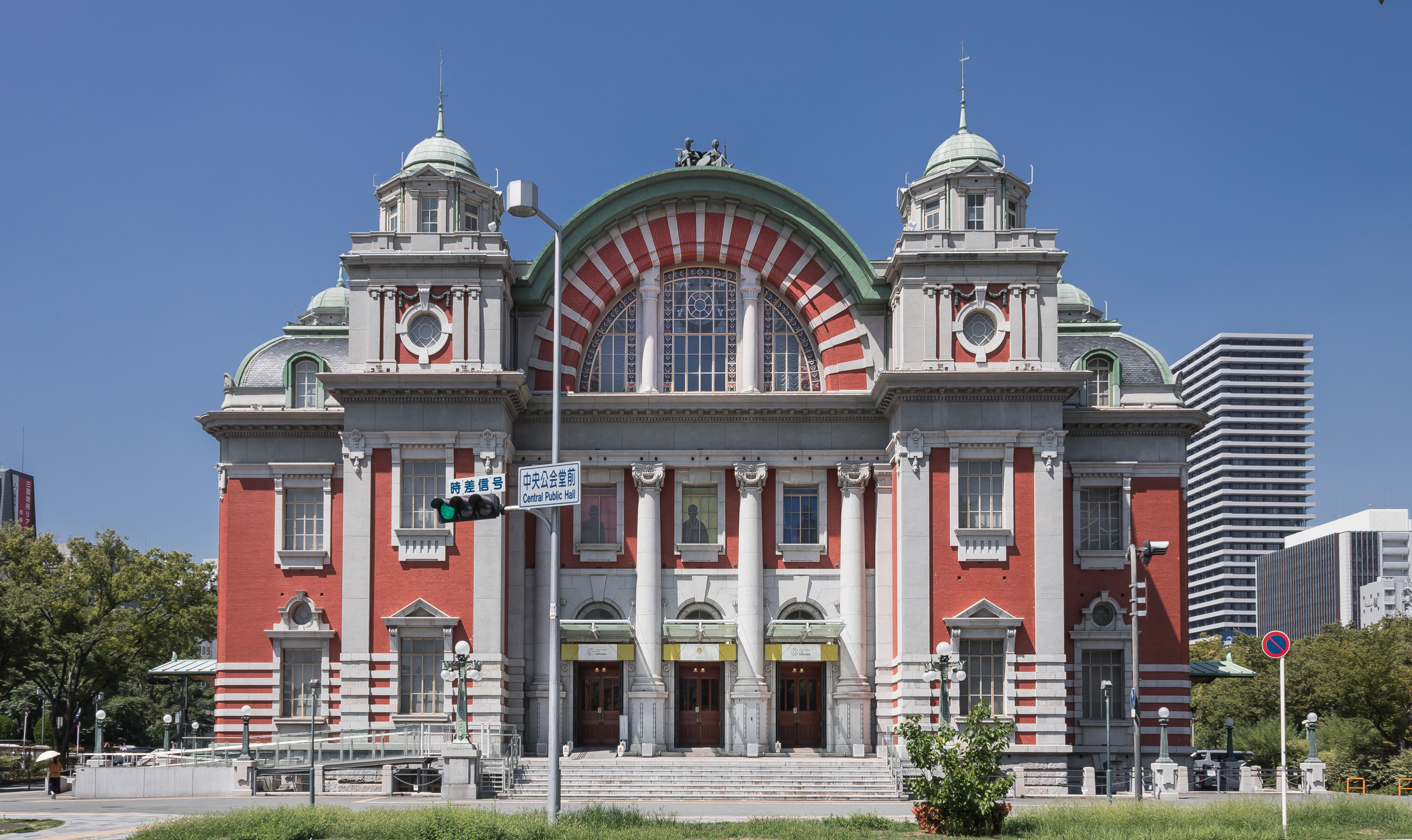
大阪市中央公会堂
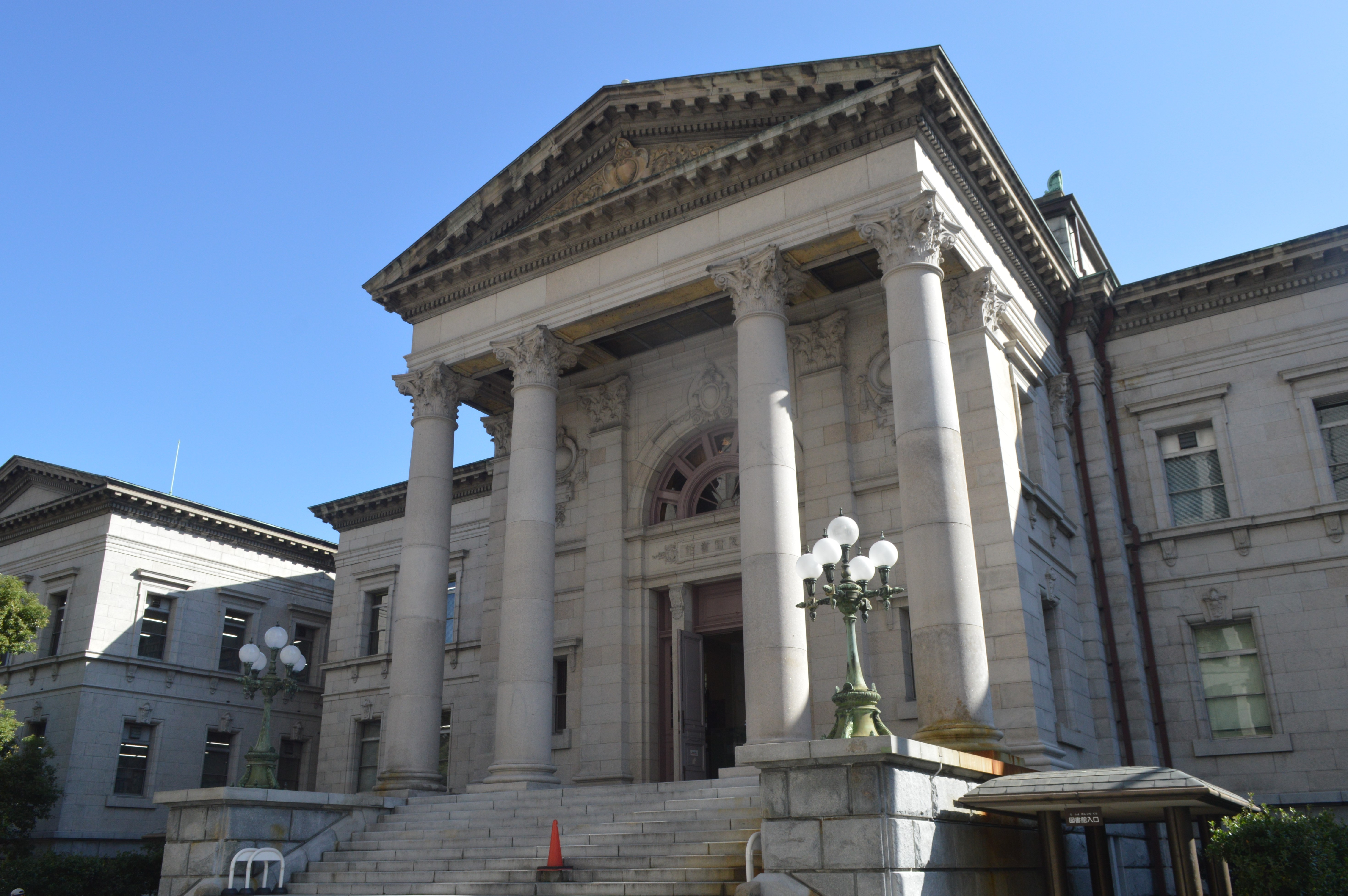
大阪府立中之島図書館
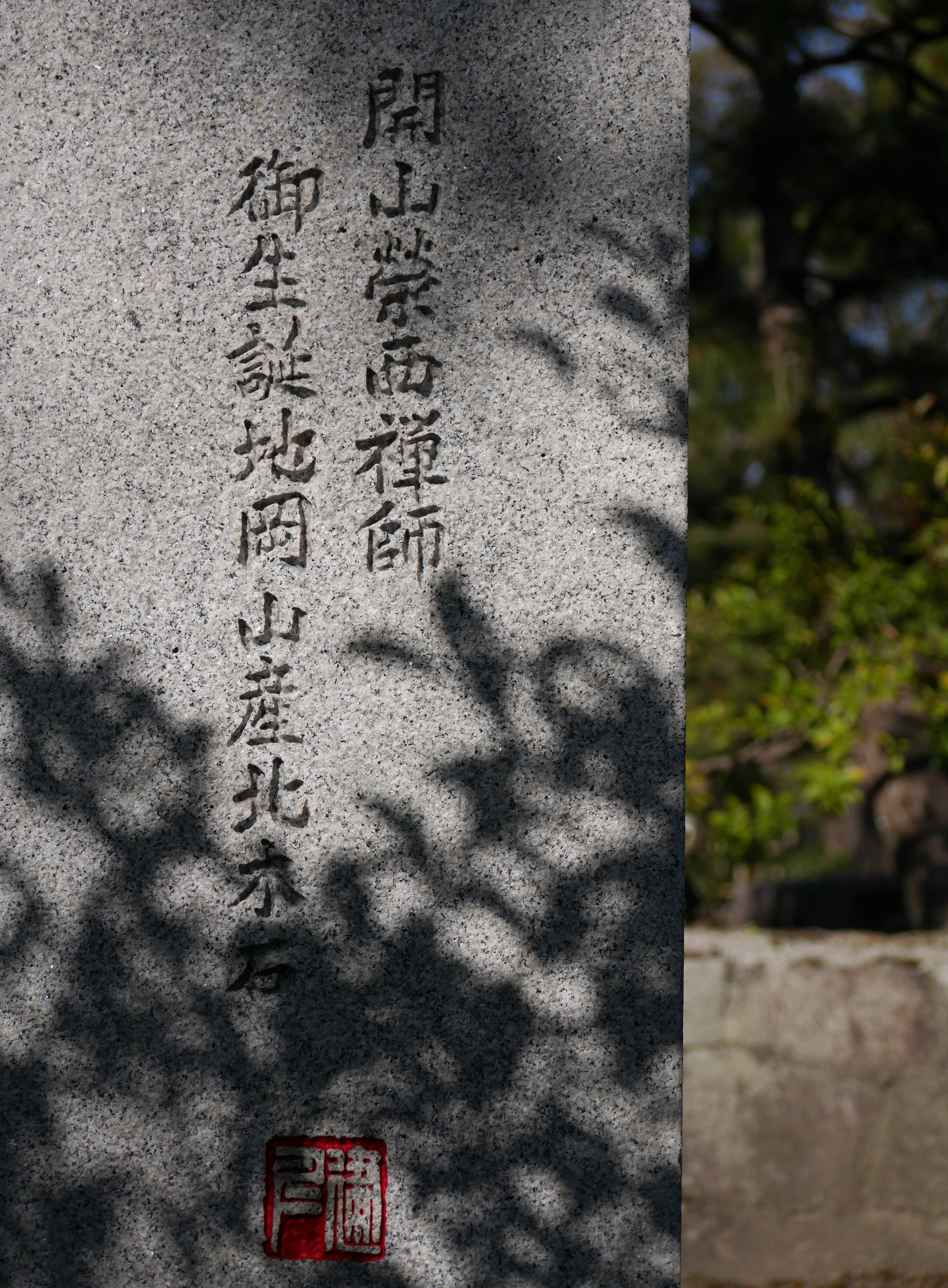
岡山産北木石と記された建仁寺の石塔
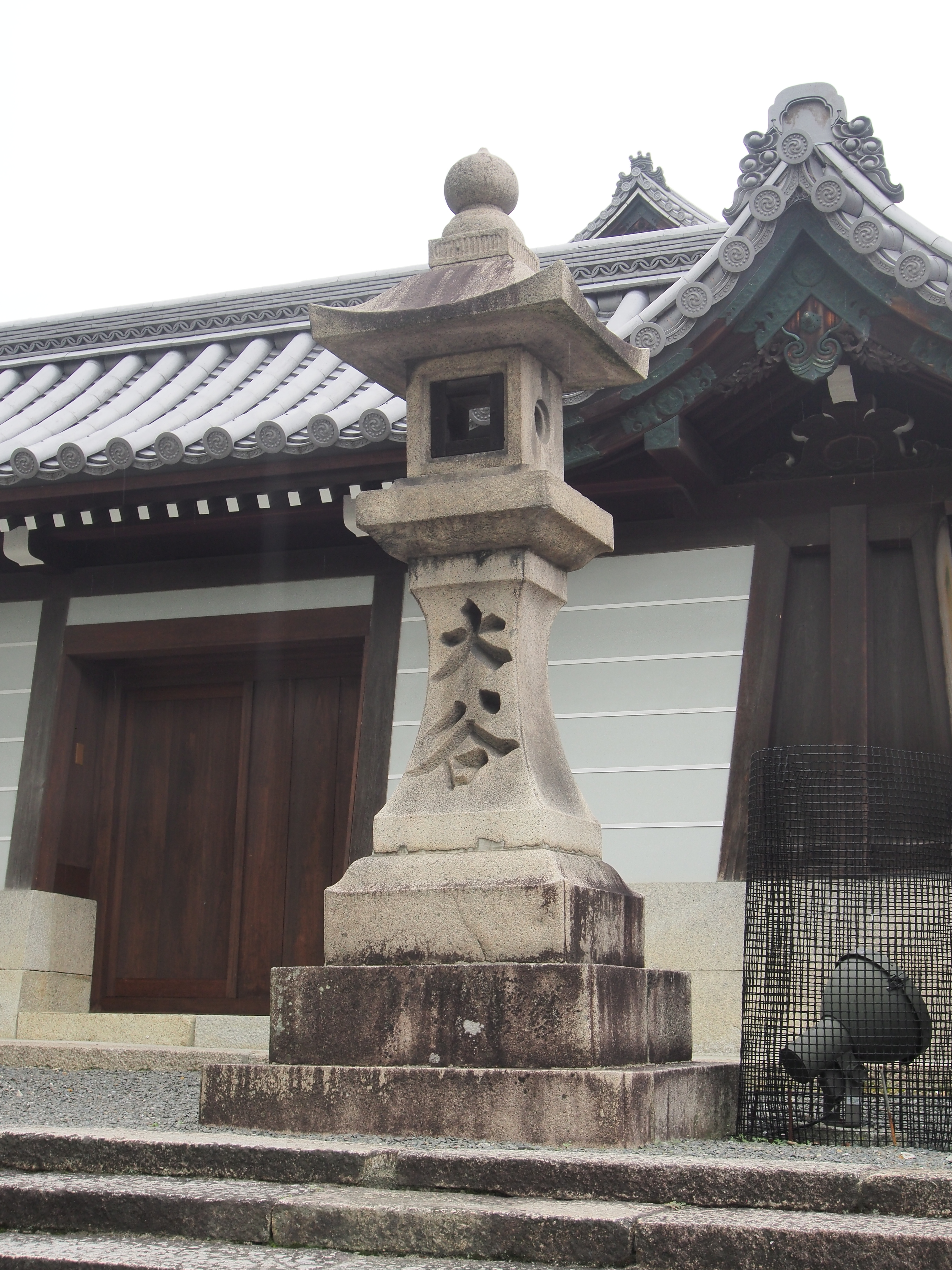
大谷本廟の石灯籠
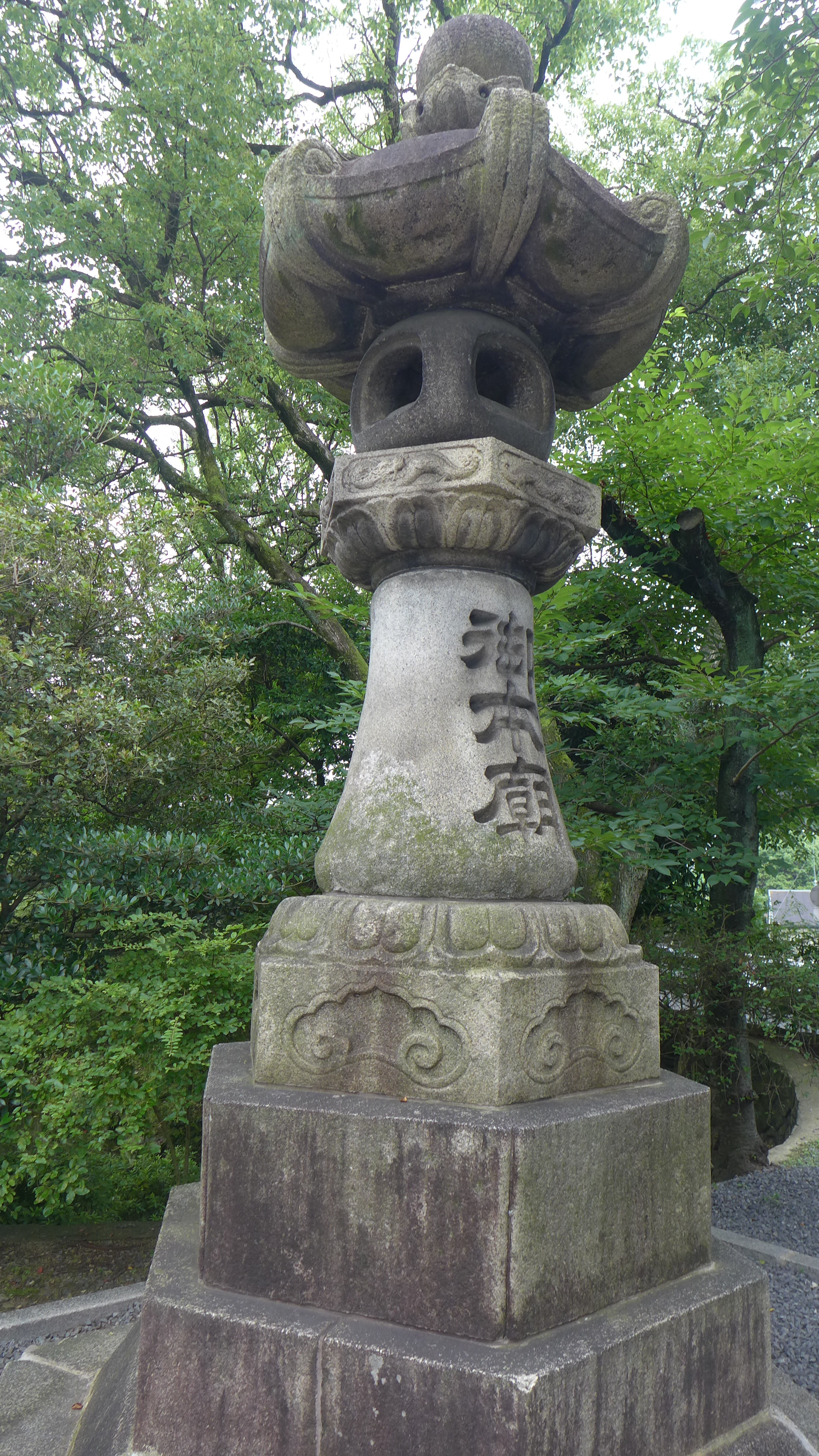
大谷本廟の石灯籠

### 中国地方
中国銀行本店
- 1991年（平成3年）。岡山県岡山市丸の内。

七福神と宝船
- 1997年（平成9年）。岡山県笠岡市十番町。

山陽新幹線岡山駅
- 岡山県岡山市。

### 台湾・満州
台湾銀行本店
- 1937年（昭和12年）竣工の新古典主義建築。台湾・台北市。

新京神社大鳥居
- 1935年（昭和10年）竣工。中国・吉林省長春市（旧・満州国新京）。

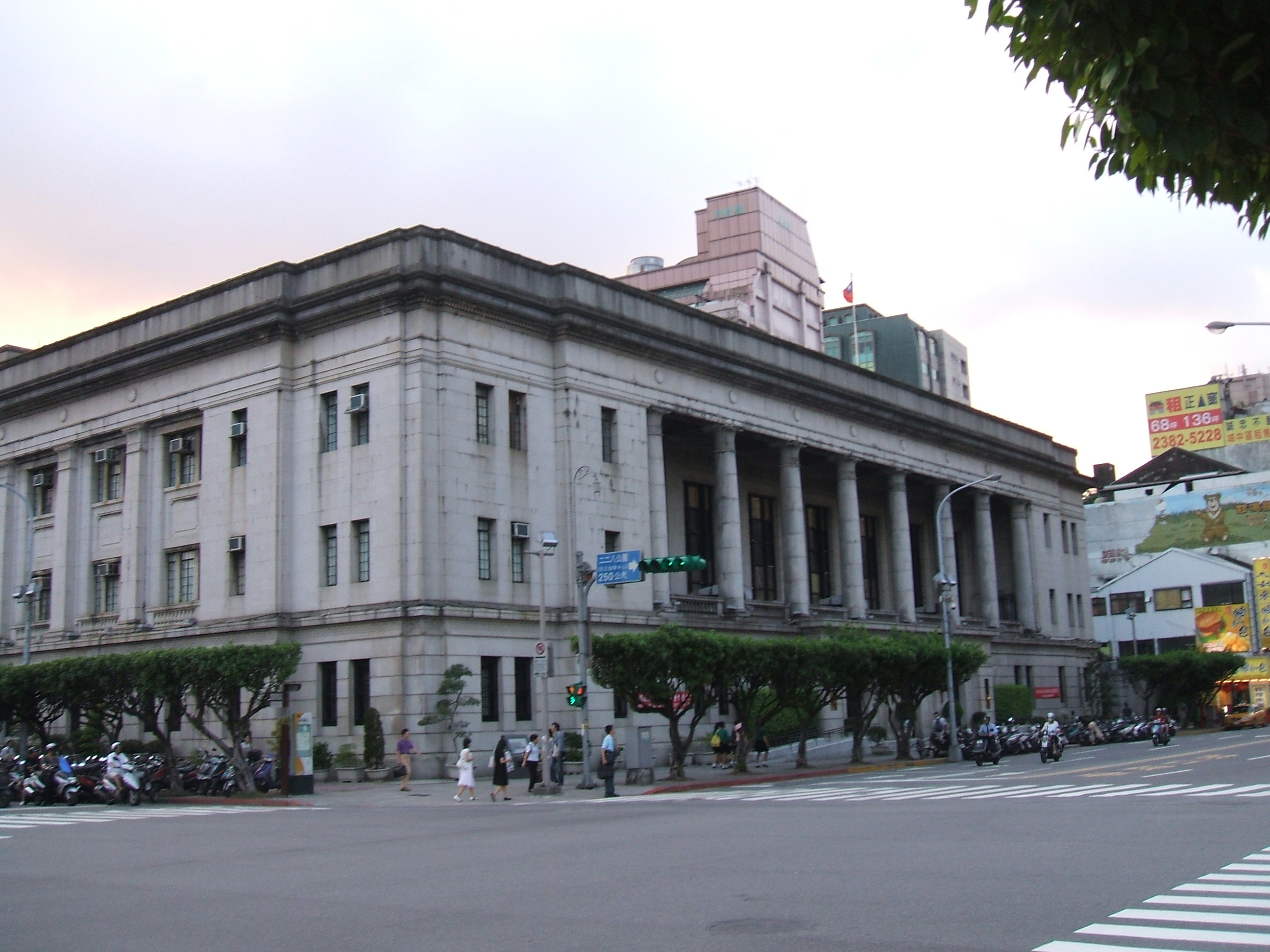
台湾銀行本店